# Lex Braamhorst

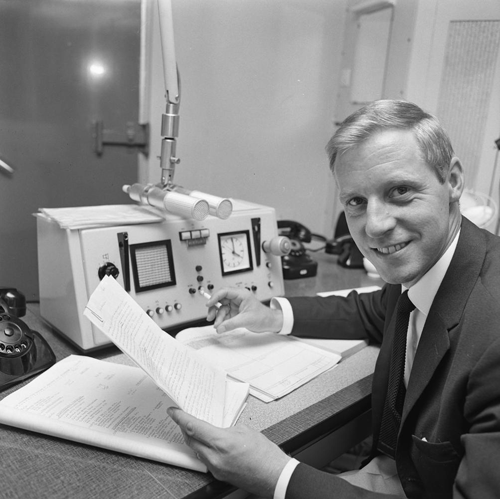
Lex Braamhorst in 1967

Lex Braamhorst (Utrecht, 16 januari 1928 - Hilversum, 24 december 2002) was een Nederlands radiopresentator.
Braamhorst vervulde zijn militaire dienstplicht grotendeels tijdens de politionele acties in Nederlandsch-Indië. Daar raakte hij door werkzaamheden voor Radio Medan (Sumatra) verzeild in het omroepvak.
Terug in Nederland was hij - na aanvankelijk door de KRO te zijn afgewezen - 37 jaar lang werkzaam voor de AVRO. Braamhorst werd het bekendst door de presentatie, meestal samen met Jan van Herpen, van het spelletje Hersengymnastiek. Ook bedacht en presenteerde hij andere programma's zoals de wekelijkse Kurhausconcerten en het klassieke verzoekplatenprogramma "In de kaart gespeeld".
Braamhorst overleed in 2002 op 74-jarige leeftijd. Op zijn graf bij de r.k. kerk te Kortenhoef prijkt de tekst 'Hij werd door velen gehoord, nu is het stil'.